# Sekundærrute 537
De Sekundærrute 537 is een secundaire weg in Denemarken. De weg loopt van Husby via Staby naar Ulfborg. De Sekundærrute 537 loopt door Midden-Jutland en is ongeveer 9 kilometer lang.